# Zoraida aburiensis
Zoraida aburiensis är en insektsart som beskrevs av Frederick Arthur Godfrey Muir 1918. Zoraida aburiensis ingår i släktet Zoraida och familjen Derbidae. Inga underarter finns listade i Catalogue of Life.